# رود تامبو (ویکتوریا)
تامبو ریور (ویکتوریا) (به انگلیسی: Tambo River (Victoria)) رودخانه‌ای است که در استرالیا جریان دارد.